# 쇼부 카푸르
쇼부 카푸르(Shobu Kapoor, 1961년 5월 28일 ~ )는 영국의 배우, 영화배우이다.
런던에서 태어났다.

## 방송
- 위험한 판결 시즌2

## 영화
- 인퍼들 (2010년)
- 타락과 지혜 (2008년)
- 엽기 캠퍼스 2 - 타즈의 부활 (2006년)
- 미스치프 나이트 (2006년)
- 슈팅 라이크 베컴 (2002년)
- 닥터스 (2000년)
- 룸 투 렌트 (2000년)
- 페어 시티 (1988년)
- 캐주얼티 (1986년)
- 이스트엔더스 (1985년)